# Centrum Pamięci Generała Hallera i Błękitnej Armii
Centrum Pamięci Generała Józefa Hallera i Błękitnej Armii (Hallerówka) – muzeum we Władysławowie, oddział Muzeum Ziemi Puckiej im. Floriana Ceynowy w Pucku (od 2013 roku), założone w 1981 roku (pod obecną nazwą od 2000 roku), mieszczące się w drewnianej willi z 1924 roku przy ulicy Morskiej 6, należącej przed wojną do gen. Józefa Hallera i jego krewnych. 

## Historia

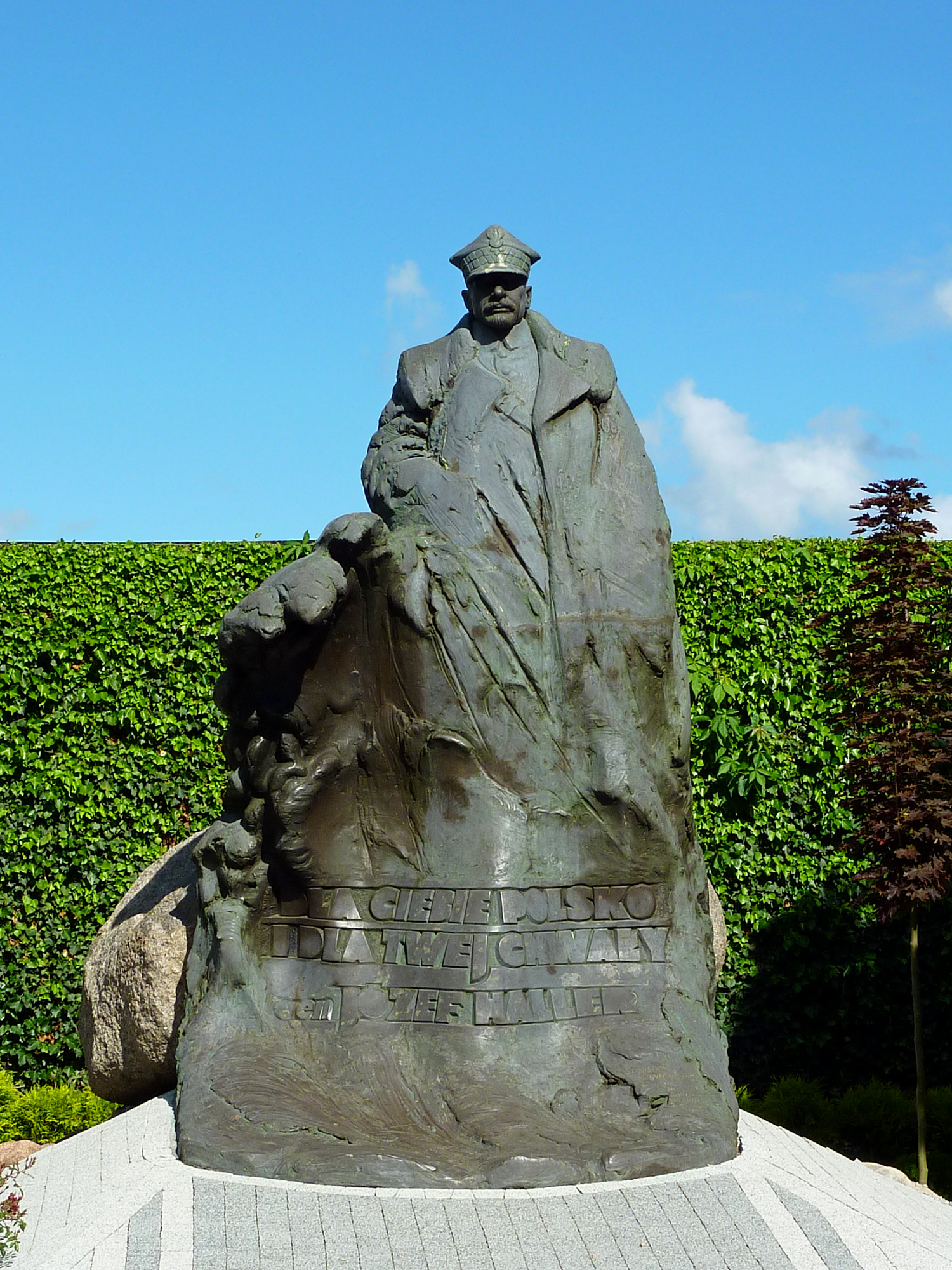
Pomnik gen. Józefa Hallera (2014)

Grunt pod budowę willi nabył ppłk. Henryk Bagiński od  Leona Torlińskiego, mieszkańca Wielkiej Wsi. Generał Józef Haller zamieszkiwał willę wraz z rodziną podczas letnich wakacji, przyjeżdżali do niej także m.in. harcerze. Dookoła budynku powstało letnisko nazywane Hallerowem.
Po II wojnie światowej budynkiem zarządzało miasto Władysławowo. Z inicjatywy „Towarzystwa Przyjaciół Hallera” znajduje się tu obecnie „Muzeum Generała Hallera”, z niewielką ekspozycją cennych pamiątek poświęconych generałowi. W sąsiednim domku – byłej siedzibie adiutanta generała (Dworzańskiego), tzw. „Adiutantówce” znajduje się Muzeum Przyrodnicze Nadmorskiego Parku Krajobrazowego, udostępnione dla zwiedzających od 2017 roku. W sąsiedztwie willi znajduje się odsłonięty w sierpniu 1995 roku „Pomnik Generała Józefa Hallera”, przed którym organizowane są uroczystości z okazji rocznicy obchodów Zaślubin Polski z morzem oraz Narodowego Święta Niepodległości.